# Godtfred Rump
Christian Godtfred Rump (født 8. december 1816 i Hillerød, død 25. maj 1880 i Hillerød) var en dansk landskabsmaler, bror til Nicolai Reimer Rump.

## Uddannelse
Rump var søn af glarmester Carl David Rump fra Kurland (1785-1857) og Cathrine Ingeborg født Jørgensen (1797-1874) fra Hillerød. Da faren selv havde haft kunstnerdrømme eller i alt fald havde en medfødt sans for kunst, faldt det ikke sønnen vanskeligt at få lov til at gå kunstnervejen uden at sinkes ad den omvej først at lære malerhåndværket. 
Han kom, 16 år gammel, til København, fik adgang til Kunstakademiets skoler og plads i J.L. Lunds malerstue. I mindre end tre år nåede han op i modelskolen, men konkurrerede til farens sorg ikke til de da brugelige sølvmedaljer, skønt det var hans mål at blive figurmaler.

## Første værker
Allerede i 1836 begyndte Rump at udstille. Det var i de første år portrætter, han malede, og figurbilleder som Anna Colbjørnsen og de svenske dragoner. Det blev hårdt behandlet af kritikken, men N.L. Høyen så dog allerede i det ufuldkomne ungdomsarbejde træk af en ægte kunstnersjæl, der kunne gå en mere lovende fremtid i møde. 
Endnu i 1842 malede han en altertavle, Fremstillingen i Templet, der blev købt af kongen, men vel egentlig snarere af staten til Grønholt Kirke, der hørte under de sjællandske domæner, hvis kirker netop i de år for en stor del forsynedes med nye altertavler. Efter skitsen til en anden altertavle nåede han ikke at udføre selve billedet, og Rump, som siden sit 20. år havde måttet ernære sig selv og havde kæmpet hårdt for sit udkomme, gav nu i 1843 – forknyt over den skuffelse, den svigtende bestilling voldte ham – halvvejs fortabt og søgte tilflugt i hjemmet i Hillerød, der ikke alene åbnede sine arme for ham, men også åbnede hans blik for hans sande kald, landskabsmaleriet. 
Vel havde han tidligere malet og udstillet nogle landskaber, som ingen lagde mærke til, og vel malede han endnu 1843-46 nogle portrætter i Hillerød, vistnok nærmest for den lille indtægts skyld, men det var dog først nu, da han gennem alle årstider færdedes i Hillerøds på naturskønheder så rigt vekslende egne, at det fuldt gik op for ham, at landskabsmaleriet var hans evners rette område, og fra 1846 helligede han sig dette så udelukkende, at han end ikke eller kun undtagelsesvis malede staffage af mennesker i sine landskaber.

## Rumps tilgang til landskabet
Han gik dog ikke til sit værk med den formsikkerhed, som f.eks. udmærkede P.C. Skovgaard det fængslede ham ikke at gengive forgrundens planter med den troskab og det præg af vækst, som denne hans omtrent jævnaldrende medbejler forstod at lægge i sin planteverden, men til gengæld var hans syn på naturen mere malerisk, hans følelse for naturens stemninger dybere, hans sans for farvernes rigdom fyldigere. 
Da han var kommet tilbage til København, gjorde han ivrige studier i det ældre hollandske landskabsmaleri, som vore samlinger bød ham, især i de arbejder, hvor en poetisk stemning parredes med et åbent blik for naturens farverigdom. Men mest af alle kunstnere fængslede dog Claude Lorrain ham, skønt han her hjemme kun kunne granske hans sjældne stemningsrige kunst i kobberstukne gengivelser. 
Den sikkerhed, hvormed denne kunstner i en uendelig række afskygninger nåede fra den dybeste skygge til det højeste lys og derved fik den kraftigste virkning natursandere frem end ved at sammenstille skarpe modsætninger, var for Rump en stadig genstand for studium og gjorde det til en øjets fest for ham, da han endelig i udlandet fik udmærkede originaler af sin kloge mester at se.

## Anerkendelse
Imidlertid havde Rump kæmpet sig frem, somme tider lidt underlig bagvendt, til almindelig anerkendelse. Thi medens han i 1848 ved Tørvemosen med den optrækkende regnsky vandt plads i Den Kongelige Malerisamling – uagtet dette billede endnu i meget mindede om hans studier i hollandsk landskabskunst – vandt han allerede samme år på en rejse i Jylland et blik for friluftsstudiet efter naturen selv, som straks bar frugt i et udmærket billede og siden blev hans tro vejleder hen imod en stedse rigere og modnere kunst. Et parti fra Himmelbjerget, som kom på udstillingen i 1849, blev enstemmig tilkendt Akademiets højeste udmærkelse, den Thorvaldsenske udstillingsmedalje. 
Men to år efter stillede han sig atter i række med den endnu for en lavere pris kæmpende ungdom og vandt den Neuhausenske pengepræmie for Skovparti fra Præstevangen ved Frederiksborg. Idet han her kom ind på et område, hvor han senere skulle fejre sine største triumfer – den indre skyggefulde bøgeskovs stemningsrige hemmelighed – synes der at have været en vis standsning i kunstnerens udvikling, medens han kæmpede for at give de stemninger, skoven åbenbarede ham, fastere kunstnerisk form end blot en øjet smigrende farvesymfoni. 
Thi da han, inden han endnu havde været udenlands, i 1855 ønskede at agreeres, fik han et vink om at vente og søge uddannelse ved studier på anden grund. I to år fik han derpå ministeriel understøttelse til rejser i Norge og derefter 1857-58 Akademiets mindre stipendium i to år og fulgtes nu med Julius Exner til Italien. Opholdet i udlandet, som han gjorde så kort som muligt, fik dog mere betydning for ham, ved hvad han så af ældre stor kunst, end ved hvad han selv malede. 
Tilbage i Danmark
Så snart han kom hjem, levede og åndede han igen kun for den danske natur. Allerede inden han rejste udenlands, havde han i 1854 malet det store Åparti fra Sæbygårds Skov, som Den Kongelige Malerisamling købte, og som hører til hans fortrinligste billeder. Det er – om end ikke helt fuldført i fri luft – så dog delvis malet i fuld størrelse umiddelbart efter naturen. Såvel heri som i adskillige senere billeder, navnlig fra Frederiksborg, gengav han den festligste sommerstemning med det varme sollys spillende frem gennem træernes tætte hvælvede løvtag, medens landskabets smukke modellering tegnede sig i skyggens klare, luftige dæmring. 
Men også i landskaber med høj luft og vid udsigt viste han sig nu som mester og lod, som i De fire årstider, fire store billeder, der blev malet til grev Moltke til Bregentved (1861-63) og udstillede sammen i 1864, med lige lethed sin pensel færdes i løvspringets ungdomsfriske glans, i sommerens frodighed, efterårets farvepragt og i vinterens kølige klarhed med rimfrostens glimrende krystaller. 
Det valg af rolige, fredelige motiver, som går gennem disse billeder, var ejendommeligt for hele hans kunst og stiller disse fire billeder, hvor mange stemningsfyldte landskaber der end senere fremgik af hans flittige pensel, som et lysende midtpunkt i hans landskabskunst. Rump blev dog først 1866 medlem af Akademiet, og hvor stor indflydelse hans opfattelse af dansk natur og hans gengivelse af dens stemninger end udøvede på det danske landskabsmaleri, har han dog ikke efterladt sig elever i egentlig forstand.
Rump fik i 1874 titel af professor. Efter nogle års sygelighed, som til dels stammede fra et hjerteonde, døde han pludselig i sin fødeby Hillerød 25. maj 1880.
Rump ægtede 1868 Benedicte Sofie Spang (1835-97), datter af sognepræst P.J. Spang.

## Billeder
| - Tegninger og portrætter udført af Godtfred Rump - Mörrumsån ved Elleholm, Blekinge, 1854 - Georg Brandes som ung, 1868 - Randtegning, formentlig til titelblad til Liden Gunver (no), 1844 - Caroline Rump, kunstnerens søster. Uklar datering - En af Rumps tre søstre i rød dragt. Uklar datering - En af Rumps tre søstre med rødt sjal. Uklar datering |

| - Andre værker af Godtfred Rump - Bønder ved en mergelgrav, 1837 - Det indre af en skov fra Præstevangen ved Frederiksborg. Mellem 1831 og 1851 - Udsigt over skærgården ved Elleholm i Blekinge, 1854 - Nærødalen (no) i Norge, 1856 - Udsigt over Ariccia og Den romerske kampagne (en), 1857-58 - Et skyggefuldt sted i Hestehave ved Frederiksborg, 1860 - Forårsparti med to drenge ved et dige, 1865 - Skovparti med storke på engen, 1866 - Engparti i nærheden af Mariager ved solnedgang. Ca. 1868 - Udsigt fra Vesterskov ved Mariager; i baggrunden fjorden, 1869 - Norsk bjerglandskab med fjelde, 1870 - Forårsskov med skovsø, 1877 - Tranekær Slot, 1878 - Vinterlandskab med en tilfrossen å, 1880 |